# Socialisti Democratici Italiani
Socialisti Democratici Italiani (Nederlands: Italiaanse Democratische Socialisten) is een Italiaanse politieke partij. De SDI ontstond op 8 februari 1998 na de fusie van de Socialisti Italiani (een van de opvolgers van Partito Socialista Italiano), de Partito Socialista Democratico Italiano (later heropgericht), een deel van de Partito Socialista en een deel van de Federazione Laburista. De SDI staat sinds 1998 onder leiding van Enrico Boselli en gaat door voor een gematigde, sociaaldemocratische partij.
In 2001 deed de SDI mee aan de parlementsverkiezingen als onderdeel van de Olijfboomcoalitie, verbonden met de Federazione dei Verdi. In 2001 kreeg de SDI 2,2% van de stemmen, goed voor 11 zetels in de Kamer van Afgevaardigden en 6 zetels in de Senaat.
In 2006 doet de SDI mee aan de parlementsverkiezingen als onderdeel van De Unie, de centrumlinkse coalitie van Romano Prodi. Samen met Radicali Italiani vormt het onder de naam Rosa nel Pugno ("Roos in de Vuist") een subcoalitie binnen De Unie.
Op Europees niveau is de SDI aangesloten bij de Partij van de Europese Sociaaldemocraten. Bij de Europese verkiezingen van 2004 behaalde de SDI (als onderdeel van de Olijfboomcoalitie) 2 zetels in het Europees Parlement.

## Jeugdbeweging
De jeugdbeweging van de SDI heet Federazione Giovani Socialisti (Federatie van Jonge Socialisten).

## Partijkrant
De partijkranten van de SDI zijn:
- Avanti!
- MondOperaio

## Uitslagen
| Jaar                       | parlement                       | %       | zetels |
| -------------------------- | ------------------------------- | ------- | ------ |
| 2001(Lijst Girasole)       | Kamer van Afgevaardigden Senaat | 2,2 -   | 9 2    |
| 2006(Lijst Rosa nel Pugno) | Kamer van Afgevaardigden Senaat | 2,6 2,5 | 18 0   |

| Jaar | parlement          | %   | zetels |
| ---- | ------------------ | --- | ------ |
| 1999 | Europees Parlement | 2,2 | 2      |
| 2004 | Europees Parlement | -   | 2      |